# Donaldius
Donaldius Chickering, 1946 è un genere di ragni appartenente alla famiglia Salticidae.

## Distribuzione
L'unica specie oggi attribuita a questo genere è endemica di Panama, nei pressi di El Valle de Antòn, nella provincia di Coclé.

## Tassonomia
Di questo genere e della tribù a parte in cui è stato inserito è stato rinvenuto un solo esemplare femmina da Chickering nel 1936, visibile nel disegno anatomico a fianco.
A maggio 2010, si compone di una sola specie:
- Donaldius lucidus Chickering, 1946[2] — Panama